# Orchestre symphonique du New Jersey
L'Orchestre symphonique du New Jersey (en anglais New Jersey Symphony Orchestra ou NJSO) est un orchestre symphonique américain fondé en 1922. Son siège est situé à Newark. Jacques Lacombe est son directeur musical depuis 2010.
À partir des années 1990, l'orchestre enregistre pour le label Delos Productions (en). En 2001, il est récompensé par un Grammy.

## Histoire

### Origines
Les origines de l'orchestre symphonique du New Jersey remontent aux sociétés chorales fondées par des immigrants allemands durant les années 1840. Elles intègrent des instrumentistes au cours des années 1870 et l'une d'elles prend l'appellation Newark Symphony en 1914. En 1922, deux autres ensembles, fondés à Montclair, fusionnent avec le Newark Symphony pour former le New Jersey Orchestra. Le premier chef rémunéré par l'orchestre est Philip James. Le nom New Jersey Symphony Orchestra (NJSO) est adopté durant les années 1930,.

### Directeurs musicaux
Le français René Pollain succède à Philip James en 1929 et engage occasionnellement des musiciens professionnels. Il rentre en France en 1939, quand éclate la Seconde Guerre mondiale, et est remplacé par Frieder Weissman. Sous la direction de Samuel Antek, en poste à partir de 1947, l'orchestre donne ses premiers concerts à destination du jeune public. Il commence à être diffusé sur les ondes de la station locale WNJR. Une formation composée d'étudiants, le Junior New Jersey Symphony, est créée. En 1958, sous l'impulsion de Matyas Abas, la saison de concerts est étendue. Les musiciens forment des quartets afin de jouer dans les écoles. Le New Jersey Symphony se professionnalise durant les années 1960. Kenneth Schermerhorn (en), qui dirige l'orchestre entre 1962 et 1968, organise le Newark Boy's Chorus. Henry Lewis occupe le poste de directeur musical de 1968 à 1976 et devient le premier noir-américain à diriger un orchestre symphonique renommé,.
Zdeněk Mácal dirige le NJSO entre 1993 et 2002. Sous sa direction, le nombre d'abonnements est multiplié par trois. L'orchestre, qui avait peu enregistré, signe un contrat avec le label classique Delos Productions (en), qui produit cinq enregistrements en six ans, dont trois œuvres du compositeur tchèque Antonín Dvořák. En 2001, il reçoit un Grammy dans la catégorie « Best Engineered Album, Classical » pour un enregistrement du requiem Op. 89 et de la symphonie No. 9, Op. 95 de Dvořák avec le Westminster Symphonic Choir. Après son départ, Mácal prend la direction de l'Orchestre philharmonique tchèque.
Neeme Järvi quitte son poste en mai 2009. En octobre, le chef d'orchestre québécois Jacques Lacombe devient le 13e directeur musical du NJSO. Il se produit avec l'orchestre en tant que directeur musical désigné, puis prend officiellement ses fonctions en septembre 2010. Il dirige également l'orchestre symphonique de Trois-Rivières,.
Zhang Xian, qui a dirigé pour la première fois le NJSO en tant que cheffe invitée en 2010, 2012 et 2015, en devient la 14e directrice musicale à compter de septembre 2016. Elle est la première femme cheffe d'orchestre à être nommée directrice musicale du NJSO. En mars 2022, le NJSO annonce la deuxième prolongation de son contrat, jusqu'à la saison 2027-2028.

## Résidence
À partir de 1965, le New Jersey Symphony est basé au Symphony Hall (en) (anciennement Mosque Theater) de Newark. En 1997, le NJSO se produit au New Jersey Performing Arts Center (en) (NJPAC) comme orchestre en résidence, mais il n'est pas cantonné à Newark et donne régulièrement des concerts dans six autres villes de l'État : Englewood, Morristown, New Brunswick, Princeton, Red Bank, ainsi que Trenton, la capitale du New Jersey. Depuis sa création, l'orchestre a joué dans plus de 200 lieux différents,.

## Instrumentistes et musiciens invités
L'orchestre est ouvert aux femmes depuis sa création. En 1935, Joan Kelsey est la 1re premier violon du New Jersey Symphony. En 1976, Eve Queler est la première femme à le diriger. En 1997, elles représentent 45 % de l'effectif, dont 4 des 16 principaux musiciens.
Des musiciens renommés, notamment le violoncelliste Pablo Casals et le pianiste José Iturbi, se sont produits avec le New Jersey Symphony. L'orchestre joue également avec des artistes populaires, comme le chanteur Tony Bennett.